# Una parte di te
Una parte di te (En del av dig) è un film del 2024 diretto da Sigge Eklund.

## Trama
Agnes, ragazza adolescente invidiosa di sua sorella maggiore Julia perché più popolare di lei, dovrà affrontare le conseguenze delle sue scelte e reinventarsi per poter realizzare i suoi sogni quando accadrà una tragedia.

## Distribuzione
Il film è stato distribuito sulla piattaforma Netflix a partire dal 31 maggio 2024.